# 1839 في المملكة المتحدة
فيما يلي قوائم الأحداث التي وقعت خلال عام 1839 في المملكة المتحدة.

## سياسة

### انتهاء فترة المنصب
- 30 أغسطس – جون رسل وزير الدولة للشؤون الداخلية [الإنجليزية]‏.

## كتب
من الكتب التي صدرت هذه السنة في المملكة المتحدة:
- 1 يناير – نيكولاس نيكلبي من تأليف تشارلز ديكنز.

## مواليد

### يناير
- 1 يناير – وليام فيليب هيرن نباتي.[1]
- 1 يناير – ويدا روائية بريطانية.[2]
- 1 يناير – ويليام جونز عسكري من المملكة المتحدة.[3]

### فبراير
- 20 فبراير – بنيامين وو

### أبريل
- 22 أبريل – أنوين سوتر لاعب كركيت من المملكة المتحدة.

### يونيو
- 27 يونيو – جورج ماري سيرل عالم فلك أمريكي.

### سبتمبر
- 8 سبتمبر – جون ايتكين[4]

### ديسمبر
- 12 ديسمبر – جيرارد سميث سياسي من المملكة المتحدة.

## وفيات

### يناير
- 1 يناير – الليدي هستر ستانهوب (مواليد 1776)[5]

### يونيو
- 27 يونيو – ألان كننغهام (مواليد 1791) عالم نبات بريطاني.[6]

### يوليو
- 5 يوليو – ليدي فلورا هاستينغز (مواليد 1806)

### أغسطس
- 28 أغسطس – ويليام سميث (مواليد 1769)[7]

### أكتوبر
- 20 أكتوبر – جون راسل، الدوق السادس من بيدفورد (مواليد 1766) سياسي بريطاني.[8]

### نوفمبر
- 15 نوفمبر – ويليام مردوخ (مواليد 1754)[9]